# Golfrog
De golfrog (Raja undulata) is een rog uit de familie Rajidae.

## Kenmerken
De golfrog is bij 76 cm (mannetje) en 83 cm (vrouwtje) geslachtsrijp en kan maximaal 110 cm lang worden en 3 tot 4 kg zwaar. De rug is geelbruin tot grijsbruin, met veel onregelmatig gevormde donkere lijnen en lichte vlekjes, die het dier nagenoeg onzichtbaar maken voor roofdieren. De onderzijde is wit.

## Voortplanting
Een legsel bestaat meestal uit 15 eieren, elk met een taai, tot 9 cm lang kapsel.

## Verspreiding en leefgebied
Deze kraakbeenvis komt voor in kustwateren met een zand- of modderbodem, in de oostelijke Atlantische Oceaan en langs de kusten van Noordwest Afrika en West-Europa en in de Middellandse Zee. Het voorkomen is vaak geconcentreerd op bepaalde plekken. Zijn leven speelt zich af op zandige of slikkige bodems tot 200 meter diepte.

## Status aan de Nederlandse en Belgische kusten
Golfroggen komen voor op een diepte van 50 tot 200 m. Langs de Nederlandse kust is deze rog zeer zeldzaam. Er is één vangst bij Texel uit 1951.

Net als zoveel bodembewonende soorten haaien is de golfrog gevoelig voor overbevissing door visserij met bodemsleepnetten. Vangsten ten westen van Ierland (Tralee Baai) wezen op een sterke achteruitgang tussen 1981 (toen er nog meer dan 80 ex. gevangen werden) en 2005 (minder dan 20). Portugese visserijstatistieken wijzen ook op een achteruitgang van het bestand aan golfroggen. Daarom staat de soort staat als bedreigd op de internationale Rode Lijst van de IUCN.